# Jack Fincher
Howard „Jack“ Fincher (* 6. Dezember 1930 in Bonham; † 10. April 2003 in Los Angeles) war ein US-amerikanischer Reporter, Journalist, Essayist und Schriftsteller. Er ist der Vater des Regisseurs David Fincher und wurde besonders für seine Arbeit an dem Drehbuch für dessen Film Mank bekannt, den sein Sohn nach seinem Tod realisierte. 

## Leben
Jack Fincher wurde im texanischen Bonham geboren und wuchs in Tulsa auf. Er trat 1950 in die Air Force ein und ließ sich nach seiner Entlassung in der San Francisco Bay Area in Kalifornien nieder. Im Jahr 1962 bekam er mit Ehefrau Claire Sohn David, der später zu einem berühmten Regisseur wurde. 
Jack Fincher war als Journalist und Reporter für das Life Magazine und als dessen Büroleiter in San Francisco tätig. Im Jahr 1993 veröffentlichte Fincher das Buch Lefties: The Origins & Consequences of Being Left-Handed, in dem er Fakten und Historisches über Linkshänder zusammenstellte.
Das Drehbuch für David Finchers Film Mank, eine Filmbiografie der wahren Geschichte des Hollywood-Drehbuchautors Herman J. Mankiewicz, die am 4. Dezember 2020 von Netflix veröffentlicht wird, stammt von Jack Fincher und erscheint damit kurz vor dessen 90. Geburtstag. Nachdem sein Vater im April 2003 aufgrund eines jahrelangen Krebsleidens verstarb, begann sein Sohn, an der Verfilmung des Drehbuchs zu arbeiten, was sich zu seinem Herzensprojekt entwickelte.

## Werke
- Jack Fincher: Lefties: The Origins & Consequences of Being Left-Handed, Barnes & Noble Books, 1993. ISBN 978-0880299466

## Interviews für dasLife Magazine
- Jack Fincher: Angry Words form Mario Savio, Spokesman for California's Student now Facing Trial: 'The university has become a factory'. In: Life Magazine, 26. Februar 1965.

## Auszeichnungen
British Academy Film Award
- 2021: Nominierung für das Beste Originaldrehbuch (Mank)[6]

Critics’ Choice Movie Award
- 2021: Nominierung für das Beste Originaldrehbuch (Mank)

Golden Globe Award
- 2021: Nominierung für das Beste Drehbuch (Mank)